# The Forum (Londyn)
The Forum (bądź też Kentish Town Forum) – sala koncertowa mieszcząca się w Kentish Town, dzielnicy na północy Londynu. Jest własnością MAMA & Company.

## Historia
Obiekt został zbudowany w 1934 roku jako kino. Ponownie został otwarty jako Irish Dance Hall, choć popularnie w latach 80. nazywany był The Forum. W połowie lat 80. obiekt zmienił przeznaczenie: dysponując 2100 miejscami, stał się miejscem koncertów o nazwie The Town & Country Club. W 1993 został zakupiony przez Mean Fiddler i przemianowany na The Forum. W roku 2007 spółka MAMA & Company nabyła obiekt od Mean Fiddler, i za kwotę 1,5 miliona funtów poddała go renowacji, zwiększając między innymi pojemność do 2300 miejsc.
W klubie występowali, między innymi: Deftones, Cathedral, Fugazi, The Lemonheads, Mudhoney, Alice in Chains, Parov Stelar, The Quireboys, Rihanna, Robert Plant, Thunder, Halestorm, Behemoth, Airbourne, Meat Puppets, Kreator, Killing Joke, Justin Timberlake, Marillion.